# Caterina de Portugal
|  | Per a altres significats, vegeu «Caterina de Portugal i de Bragança». |

Caterina d'Avis i Trastàmara (Lisboa, 26 de novembre de 1436 - 17 de juny de 1463), infanta i religiosa de Portugal, filla d'Eduard I i d'Elionor d'Aragó.
Fou germana del que seria rei de Portugal succeint son pare, Alfons V l'Africà, i de Ferran, duc de Viseu; Elionor, emperadriu del Sacre Imperi i Joana, reina de Castella.
Fou promesa en matrimoni amb Carles de Viana, però la seva mort prematura el 1461 la portà a ingressar com a religiosa al convent de Santa Clara. Caterina era una dona culta, autora de nombrosos llibres relacionats amb la moralitat i la religió i traductora al portuguès de la Disciplina monastica, de Lorenzo Giustiniani. Va morir quan es preparava el seu enllaç amb Eduard IV d'Anglaterra i fou enterrada a Lisboa, a l'església de Santo Elói. Actualment la tomba de la infanta es troba al Convento do Carmo, a Lisboa.